# Rezolucja Rady Bezpieczeństwa ONZ nr 739
Rezolucja Rady Bezpieczeństwa ONZ nr 739 została przyjęta bez głosowania 5 lutego 1992 r.
Po przeanalizowaniu wniosków Mołdawii o członkostwo w Organizacji Narodów Zjednoczonych, Rada zaleciła Zgromadzeniu Ogólnemu przyjęcie tego państwa do swojego grona.

## Źródło
- UNSCR - Resolution 739